# Кайзер (Західна Вірджинія)
Кайзер (англ. Keyser) — місто (англ. city) в США, в окрузі Мінерал штату Західна Вірджинія. Населення — 4864 особи (2020).

## Географія
Кайзер розташований за координатами 39°26′23″ пн. ш. 78°58′56″ зх. д. / 39.43972° пн. ш. 78.98222° зх. д. (39.439662, -78.982099).  За даними Бюро перепису населення США в 2010 році місто мало площу 4,96 км², уся площа — суходіл.

## Демографія
Згідно з переписом 2010 року, у місті мешкало 5439 осіб у 2224 домогосподарствах у складі 1253 родин. Густота населення становила 1096 осіб/км².  Було 2525 помешкань (509/км²).
Расовий склад населення:
| - 88,4 % — білих - 8,6 % — чорних або афроамериканців - 0,4 % — азіатів - 0,2 % — корінних американців |

До двох чи більше рас належало 2,3 %. Частка іспаномовних становила 1,4 % від усіх жителів.
За віковим діапазоном населення розподілялося таким чином: 19,4 % — особи молодші 18 років, 63,5 % — особи у віці 18—64 років, 17,1 % — особи у віці 65 років та старші. Медіана віку мешканця становила 36,1 року. На 100 осіб жіночої статі у місті припадало 93,0 чоловіків;  на 100 жінок у віці від 18 років та старших — 89,5 чоловіків також старших 18 років.
Середній дохід на одне домашнє господарство  становив 35 831 долар США (медіана — 24 450), а середній дохід на одну сім'ю — 42 391 долар (медіана — 30 985). Медіана доходів становила 35 179 доларів для чоловіків та 24 220 доларів для жінок. За межею бідності перебувало 31,4 % осіб, у тому числі 49,7 % дітей у віці до 18 років та 18,7 % осіб у віці 65 років та старших.
Цивільне працевлаштоване населення становило 1617 осіб. Основні галузі зайнятості: освіта, охорона здоров'я та соціальна допомога — 32,0 %, виробництво — 20,2 %, роздрібна торгівля — 15,0 %, мистецтво, розваги та відпочинок — 13,4 %.